# Alexandre Skirda
Alexandre Skirda (Houdan, 6 de marzo de 1942-París, 23 de diciembre de 2020), nacido de padre ucraniano y de madre rusa, fue un historiador, ensayista y traductor francés, especialista del movimiento revolucionario ruso.

## Biografía
Alexandre Skirda nació en Francia en una familia de refugiados de la guerra civil rusa.

### Kronstadt 1921: proletariado contra bolchevismo
En su libro sobre la Rebelión de Kronstadt, Alexandre Skirda explica de qué forma el poder bolchevique aplastó el levantamiento del proletariado.
El estudio de Skirda, reeditado en Francia en 2012 y 2017, se apoya sobre testimonios directos, como el del comandante provisorio de Kronstadt que el autor encontró en el exilio de Francia, así como sobre archivos secretos rusos recientemente desclasificados. Se trata de un estudio importante para comprender la Revolución en el que se incluyen documentos y fotografías inéditos de los insurrectos.

## Obras

### En francés
- Kronstadt 1921: prolétariat contre bolchévisme, Paris, Tête de feuille, 1971, 271 p. (ISBN 2-84621-002-0). Reeditado en una versión ampliada en 2012 bajo el título Kronstadt 1921: prolétariat contre dictature communiste. Reeditado en 2017 por Éditions Spartacus bajo el título Kronstadt 1921: soviets libres contre dictature de parti.
- Les Anarchistes dans la Révolution russe, Paris, Tête de feuilles, 1973, 186 p.
- Autonomie individuelle et force collective: les anarchistes et l’organisation de Proudhon à nos jours, Publico, Skirda, Spartacus, 1987, 365 p. (ISBN 2-9502130-0-6, Leer en la red)
- Nestor Makhno: le cosaque libertaire, 1888-1934; La Guerre civile en Ukraine, 1917-1921, Paris, Éd. de Paris, 1999, 491 p. (ISBN 2-905291-87-7)
- Les Anarchistes russes, les soviets et la révolution de 1917, Paris, Éd. de Paris, 2000, 348 p. (ISBN 2-84621-002-0)
- La traite des Slaves: L'esclavage des Blancs du VIIIe au XVIIIe siècle, Paris, Éd. de Paris, 2010, 230 p. (ISBN 2-84621-130-2)
- Les Russies inconnues, Rouss, Moscovie, Biélorussie, Ukraine et Empire russe : des origines, 862, à l'abolition du servage, 1861 ; Vétché, 2014.
- Un plagiat « scientifique » : le copié-collé de Marx. Victor Considerant, Le Manifeste de la démocratie (1843) ; Karl Marx, Le Manifeste communiste (1848), Vétché, 2019.

### En colaboración
- Jacques Baynac, La Terreur sous Lénine (1917-1924) (avec Alexandre Skirda et Charles Urjewicz), Sagittaire, 1975, réédition Livre de Poche, 2003, 385 p. ISBN 2-253-94349-5. Publicado en español en 1978 por Tusquets editor en la colección Acracia con el título El terror bajo Lenin.

### En inglés
- (en) Alexandre Skirda (trad. Paul Sharkey), Facing the enemy: a history of anarchist organization from Proudhon to May 1968, AK Press, 2002, 292 p. (ISBN 978-1-902593-19-7, Leer en la red)
- (en) Alexandre Skirda (trad. Paul Sharkey), Nestor Makhno: Anarchy's Cossack: The Struggle for Free Soviets in the Ukraine, AK Press, 2004, 415 p. (ISBN 978-1-902593-68-5, Leer en la red)

### Traducciones
- Nestor Makhno, Mémoires et écrits, 1917-1932, traducción y presentación por Alexandre Skirda, Paris, éditions Ivrea, 2010. (ISBN 978-2-85184-286-2)
- Organisation révolutionnaire anarchiste, (trad. Alexandre Skirda), Les Communistes libertaires russes et l’organisation, Paris, Front libertaire, 1975, 13 p.
- Nestor Makhno (trad. Alexandre Skirda), La Lutte contre l’État et autres récits: 1925-1932, Paris, Spartacus, 1984, 145 p.
- Jan Waclav Makhaïski, Le socialisme des intellectuels, textes choisis, traduits et présentés par Alexandre Skirda, éditions du Seuil, 1979. (ISBN 2-02-005346-2). Reeditado por Éditions Spartacus en 2014.